# Villa flavicincta
Villa flavicincta är en tvåvingeart som beskrevs av Cole 1923. Villa flavicincta ingår i släktet Villa och familjen svävflugor. Inga underarter finns listade i Catalogue of Life.